# Pierre Vanhove
Pierre Vanhove est un physicien français né le 23 septembre 1970, ingénieur au CEA de Saclay.

## Biographie
Pierre Vanhove étudie à l'École normale supérieure de Paris de 1991 à 1995 où il passe son DEA de physique théorique en juin 1994. Il fait ensuite son service militaire avant de passer l'agrégation de mathématiques. Il entre en 1995 à l'École polytechnique, au Centre de physique théorique, pour faire sa thèse, sous la direction de Constantin Bachas. Il obtient son doctorat en physique théorique sur la théorie des supercordes en 1998. Il reste deux ans au DAMTP de l'université de Cambridge en tant que post-doctorant. Depuis 2000, il est ingénieur au CEA à l'IPhT de Saclay et membre du Groupe de la théorie des cordes. De 2001 à 2003, il est détaché à la division de la théorie au CERN (Suisse). Il obtient son habilitation à diriger des recherches en 2007. Entre 2008 et 2015, il est professeur CEA longue durée à l'IHÉS.
Ses domaines principaux de recherche sont la théorie perturbative et non perturbative des cordes, les amplitudes de diffusion dans la gravité quantique et les formes modulaires automorphes.
En 1998, il reçoit le prix de thèse de l'École polytechnique puis, en 2009 la mention honorable aux "Awards for Essays in Gravitation by the Gravity Research Foundation". En 2013, il obtient, conjointement avec Sylvia Serfaty, le prix Mergier-Bourdeix de l'Académie des sciences de Paris.
En 2015 il est élu French fellow du Churchill College de Cambridge (Angleterre).
Depuis 2017 il est membre associé de l'International laboratory for Mirror Symmetry and Automorphic Forms de la  Faculté de mathématiques (HSE) (en)  à Moscou (Russie).
Il traduit avec Françoise Lhoest l'ouvrage de Pavel Florensky Les Imaginaires en géométrie, à partir d'une traduction provisoire de Sophia Ivanovna Ogneva-Kireevskaya révisée par Sœur Svetlana Marchal, et préfacée par Cédric Villani.

## Engagements
Il fait partie des 200 personnalités à avoir signé la tribune Le Plus Grand Défi de l'histoire de l'humanité.    

## Ouvrages
- Étienne Klein (directeur), Philippe Brax (directeur) et Pierre Vanhove (directeur), Qu'est-ce que la gravité ? : Le grand défi de la physique, Dunod, coll. « Quai des sciences », 2019, 224 p.
- Paul Florensky (trad. Françoise Lhoest et Pierre Vanhove), Les Imaginaires en géométrie, Bruxelles, Belgique, Éditions Zones sensibles, 2016, 130 p. (ISBN 978-2-930601-24-3)
- Frontiers in Number Theory, Physics and Geometry (volume I et II) avec Pierre Cartier, Bernard Julia et Pierre Moussa, Springer, 2006

## Sources et notes
1. ↑  « Au bout de la corde... la theorie M » (consulté le 10 août 2013)
2. ↑  « Graduateschool - Prix 1998 », sur polytechnique.edu via Wikiwix (consulté le 27 novembre 2023).
3. ↑  http://www.academie-sciences.fr/activite/prix/laureat_gp2013.pdf
4. ↑  « French Government Fellowships », sur www.chu.cam.ac.uk (consulté le 29 juillet 2019)
5. ↑  (en) « Associate members of the research team », sur ms.hse.ru (consulté le 28 octobre 2017)
6. ↑  (en) « International laboratory for Mirror Symmetry and Automorphic Forms », sur ms.hse.ru (consulté le 28 octobre 2017)
7. ↑  Les Imaginaires en géométrie, Bruxelles, Belgique, Éditions Zones sensibles, 2016, 130 p. (ISBN 978-2-930601-24-3).
8. ↑  « Le plus grand défi de l’histoire de l’humanité » : l’appel de 200 personnalités pour sauver la planète », Le Monde, 3 septembre 2018 »